# 広島電鉄650形電車
広島電鉄650形電車（ひろしまでんてつ650かたでんしゃ）は、1942年に広島電鉄に新製配置、在籍している路面電車車両である。
1945年8月6日午前8時15分の原子爆弾の投下（広島市への原子爆弾投下）で全車が焼損と全半壊しつつも、3両が走り続ける被爆電車として知られる。

## 概要
半鋼製のボギー車で、1942年に木南車輌製造で651 - 655の5輌が製造された。
車体はノーシル・ノーヘッダで、窓配置はC3-D4D4D。両端の扉は1枚引戸、中央の扉は両開扉、客用窓は2段式である。同メーカーで製造された呉市電600形と同型であり、大阪市電1651形（のちに一部が広島電鉄に譲渡、750形）の全長を短縮したものといえる。内装は木造ニス塗りで美しく整備され、客用扉、窓枠は木製である。
制御方式は、直接制御式で両端の運転台にKR-8形制御器を搭載。制動は直通制動のSM-3と、日本の路面電車では標準的な装備である。
台車はブリル77Eを装着している。台車の製造所には各説あり、『ファンの目で見た台車の話 XII 私鉄編 ボギー台車 その4』には加藤製と記述がある一方、『私鉄の車両3 広島電鉄』などにはブリル製と記述があり、その場合600形と共に中古品を調達して装備した可能性がある。これは、台車内側に主電動機を釣り掛ける77Eは、極力短軸距を求めることの多い路面電車では大阪市電や阪神国道線などの例はあるものの、外側釣り掛けの76Eなどと比べあまり多く見られる形式ではないこと、製造当時は戦時下であり、新品の本形式を輸入することはほぼ不可能であったこと、車体は低床仕様にもかかわらず製造当時は高床台車であったことなどによる。いずれにしても、郊外高速電車用の27Eや27MCB2などが純正及びコピーともほぼ日本国内から一掃され、路面電車用としても希少となった今、現役のブリル系台車として貴重な存在である。

## 車歴
木造車である旧大阪市電の300形や旧京王電気軌道23形の500形（初代）等を除けば4輪単車ばかりであった中、エアブレーキを装備して同社最大の輸送能力を有する鋼製ボギー車は、600形 (初代)と共に大変近代的な車輌として迎えられたといわれる。
1945年8月6日の原子爆弾の投下で全車が被爆した（詳細は後述）。このうち、651-654の4輌は翌年3月までに原形に近いかたちで復旧したが、655は被害程度が大きかったため、同時期に車体新製された700形（初代）に似た張り上げ屋根・埋め込み前照灯となって1948年11月に営業運転に復帰した（「ギャラリー」項の写真も参照）。1953年に低床化されている。
655は1967年1月25日、大型トラックとの衝突事故により大破、同年3月31日に廃車された。
残る4輌は1975年にワンマン化改造され、同時に最後部扉の閉鎖と座席の延長が行われた。1982年には方向幕の電動大型化、1986年7月には冷房化がなされた。こうした入念な更新改造により、同時期に登場した600形 (初代)、後に登場した700形（初代）や800形（初代）より長く運用されることになった。
1985年ごろから報道などにより被爆電車として注目されるようになるが、大型連接車の導入や高性能化が進んだ2000年頃になると、相対的に収容力が劣るうえに最高35km/h程度しか出せない当車は予備的存在となっていた。2003年8月に広島テレビの原爆の日の特別番組の予告が地元タウン誌に載った際、当形式が2004年春に引退予定である旨が掲載され、この時は広島電鉄側は否定したが、結局5100形の増備に伴い、2006年6月26日のダイヤ改正をもって653号・654号の2両が定期運用を離脱した。運用を離脱した車両については、653号は除籍されず、平和学習や広島・原爆の日などを中心に活用すると2006年に地元メディアに報道された（後述）。654号は除籍のうえ広島市に寄贈され、同年7月21日より広島市交通科学館で屋外保存・展示されている。残存した651号と652号の2両は主に平日の朝ラッシュ時などに1・3・5・7号線で営業運転している。また、稀に新人運転士の養成訓練車として使用されることもある。
集電装置は登場当初はビューゲルを使用していたが、その後廃車された655を除く4両が昭和40年代にZパンタグラフに換装され、さらに2022年頃在籍する3両全てがシングルアームパンタグラフに再換装されている。

## 原子爆弾による被害
| 車番 | 被災場所・状況                               | 状態 | 復旧          | 備考 |
| ---- | -------------------------------------------- | ---- | ------------- | --- |
| 651  | 中電前附近（爆心地から約700m）で走行中に被爆 | 半焼 | 1946年3月     | 2004年8月、被爆3日後に撮影された、爆風により脱線・黒焦げになった当車の写真が発見され、原爆資料館に寄贈された。なお被爆時に本車に乗車していた客1人が車両から飛び降りて助かり、その後50年以上生存した。 |
| 652  | 宇品（現在の広島港）附近で走行中に被爆       | 小破 | 1945年8月11日 | 被爆直後の広島市内を走り悲しみにくれていた広島市民を大いに勇気づけたとされる。 |
| 653  | 江波附近で走行中に被爆                       | 大破 | 1945年12月    | [ 10 ] |
| 654  | 江波附近で走行中に被爆                       | 大破 | 1946年2月     | |
| 655  | 広島駅前で停車中に被爆                       | 全焼 | 1948年11月    | |

なお、被爆時の状況などを1両ごとに解説した説明書「650形電車の由来」が車内の運転台後部に掲げられている。

## 平和学習と被爆電車
650形は「終戦まで運転士として働いた広島電鉄家政女学校の少女たちの誇りと喜び、悲しみの詰まった被爆電車」というような表現での報道がなされたり、653・654の運行最終日には報道各社の取材ラッシュがあるようにマスコミの注目度は高い。所有者の広島電鉄側も、653・654最終運行時には記念のヘッドマークを取り付けたり、2006年に被爆電車へのメッセージを募集して651・652車内に掲出している。
広島市の原爆投下日に当たる毎年8月6日は必ず650形が運転され、原爆投下時刻の午前8時15分に原爆ドーム前電停に到着するような運行ダイヤが組まれている。また同車は貸切・団体電車としても指定することができ、幅広く平和学習に用いられる。広島市を修学旅行で訪れた生徒が当形式を使用することも多い。また毎年8月6日前後には、650形の車内で被爆者から証言を聞くといった被爆体験の後世への継承も行われている。
書籍になっている原作では別の電車が描かれていたが、2007年公開の映画「夕凪の街 桜の国」にも当形式が登場している。

### RCC×広島電鉄「被爆電車特別運行プロジェクト」
2015年1月5日、中国放送（RCC）はローカルワイド番組「イマなまっ!」の中で、被爆70年の節目として653号を特別電車として復活運行させると発表した。その後現役復帰に向けた整備が行われて昭和20年当時の塗装に復元され、同年6月7日に行われた第20回路面電車まつりで車内が一般公開された後、臨時電車として市内を運行した。
RCCは広島電鉄との共同展開で被爆者の方々の証言、広島のそれぞれの街での復興エピソードなど、車内に特別に設置した大型モニター・スピーカーから、その街に応じた映像・音声を届けながら広島の街を走る。期間は、2015年6月～8月末の土曜日・日曜日・祝日。運行ルートは、広島駅～八丁堀～原爆ドーム前～土橋～広電西広島（折り返し）～広島駅着。通常電車と異なり、電車への乗降は発着の広島駅のみとする特別運行であった。
「被爆電車特別運行プロジェクト」は2015年10月に、国土交通省の第14回日本鉄道賞特別賞を受賞した。

## 各車状況
| 車番 | 竣工       | ワンマン化竣工 | 冷房改造      | 所属車庫          | 備考 |
| ---- | ---------- | -------------- | ------------- | ----------------- | --- |
| 651  | 1942年10月 | 1975年2月-4月  | 1986年7月21日 | 千田車庫          | [ 20 ] |
| 652  | 1942年10月 | 1975年2月-4月  | 1986年7月21日 | 千田車庫          | [ 21 ] |
| 653  | 1942年10月 | 1975年2月-4月  | 1986年7月29日 | 千田車庫          | 2006年6月に一度引退。 2008年夏頃から2009年の初旬頃まで、PASPY対応工事予備車として運用。 引退後は千田・江波車庫で保管。 2015年6月から昭和20年当時の塗装に復刻して貸切専用となる。 |
| 654  | 1942年10月 | 1975年2月-4月  | 1986年7月29日 | 2006年6月廃車     | 2006年8月から広島市交通科学館へ寄贈･静態保存。 2015年8月6日に昭和20年当時の塗装に復元して公開。                                                                                  |
| 655  | 1942年10月 | 未実施         | 未実施        | 1967年3月31日廃車 | 事故廃車 |

## ギャラリー

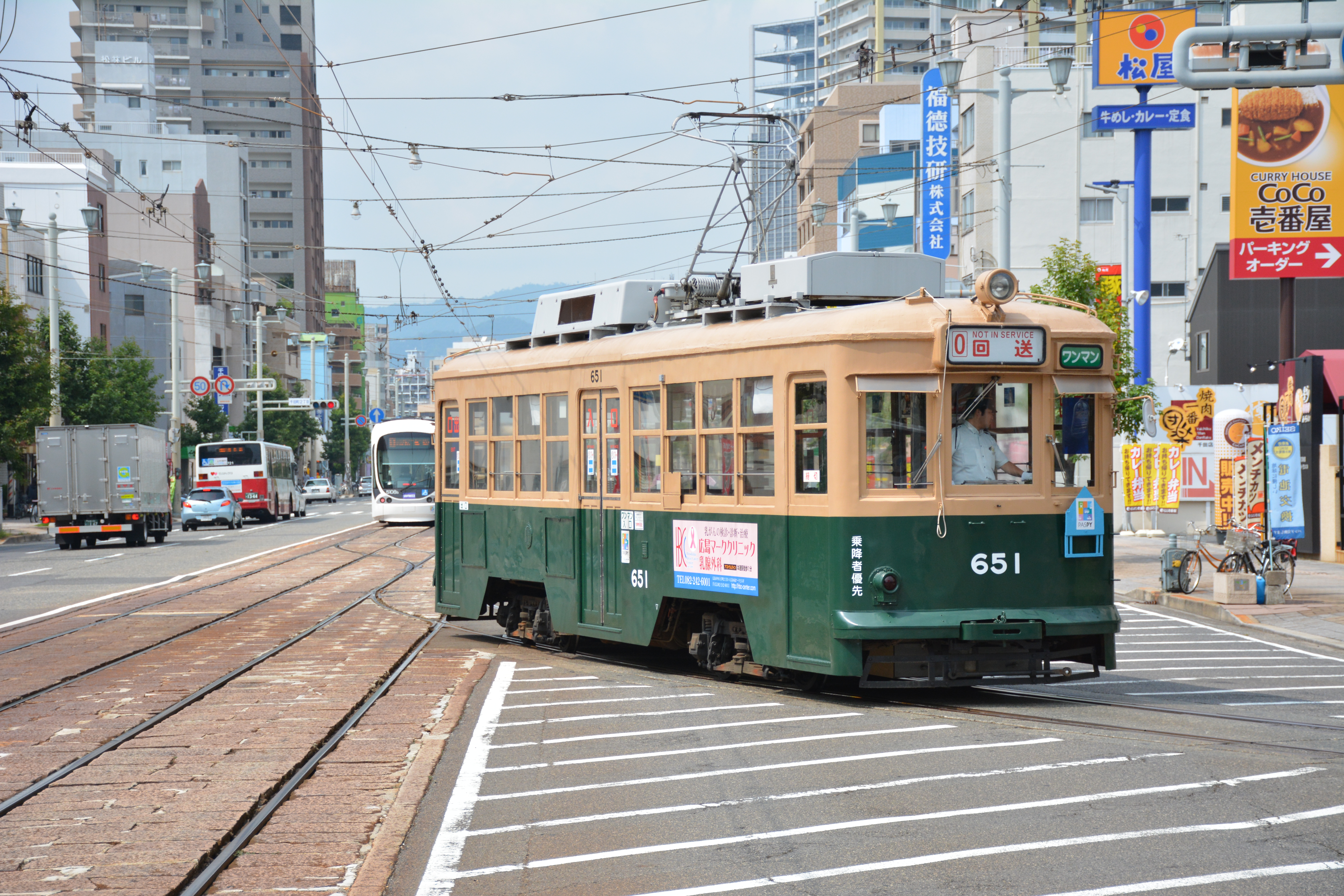
現役の651号車。原爆投下直後の写真と比較すると、前面の電動行先表示機や屋根上の冷房装置を除き、被爆当時の姿を留めている。
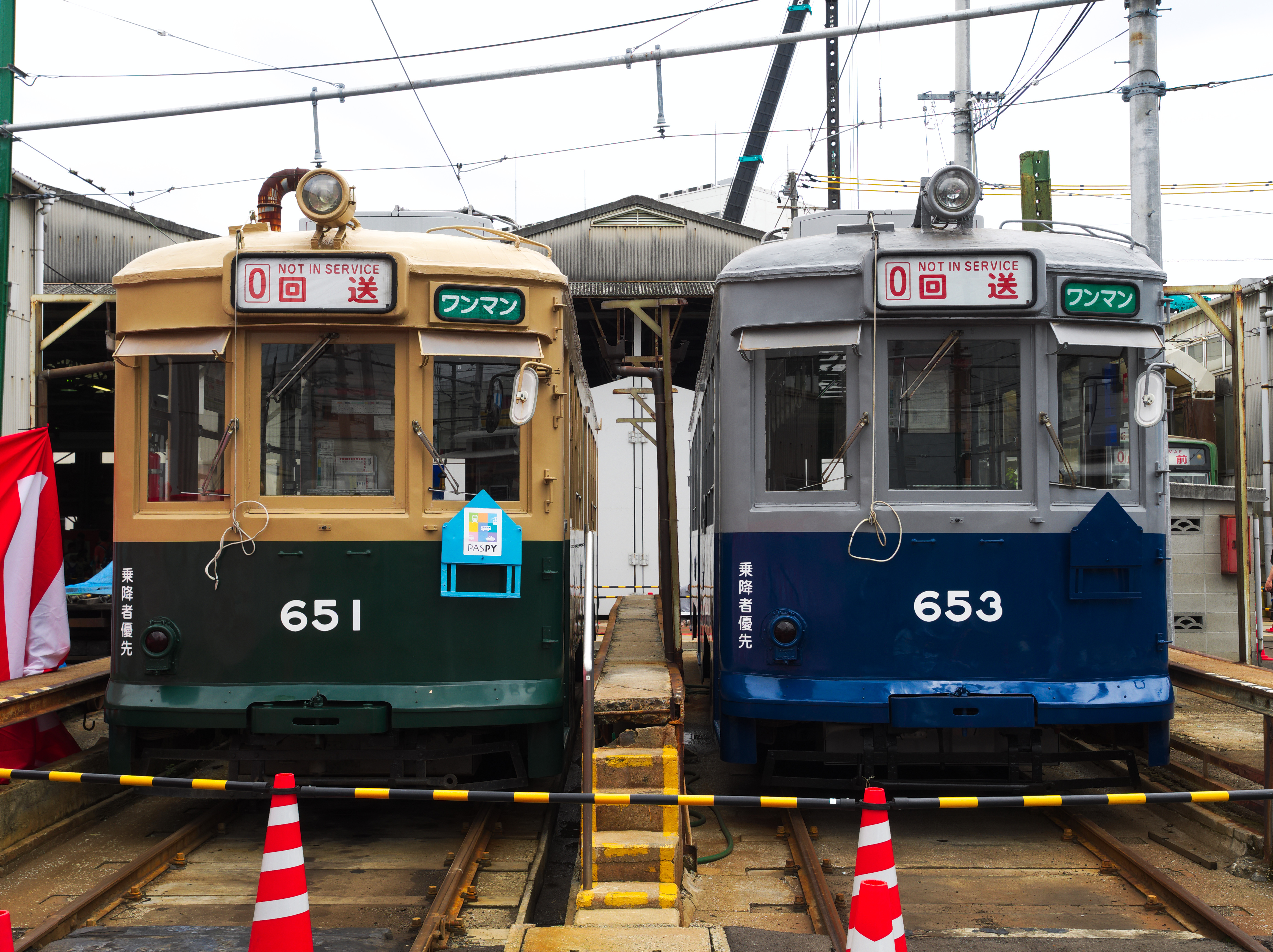
千田車庫で並ぶ651号と653号
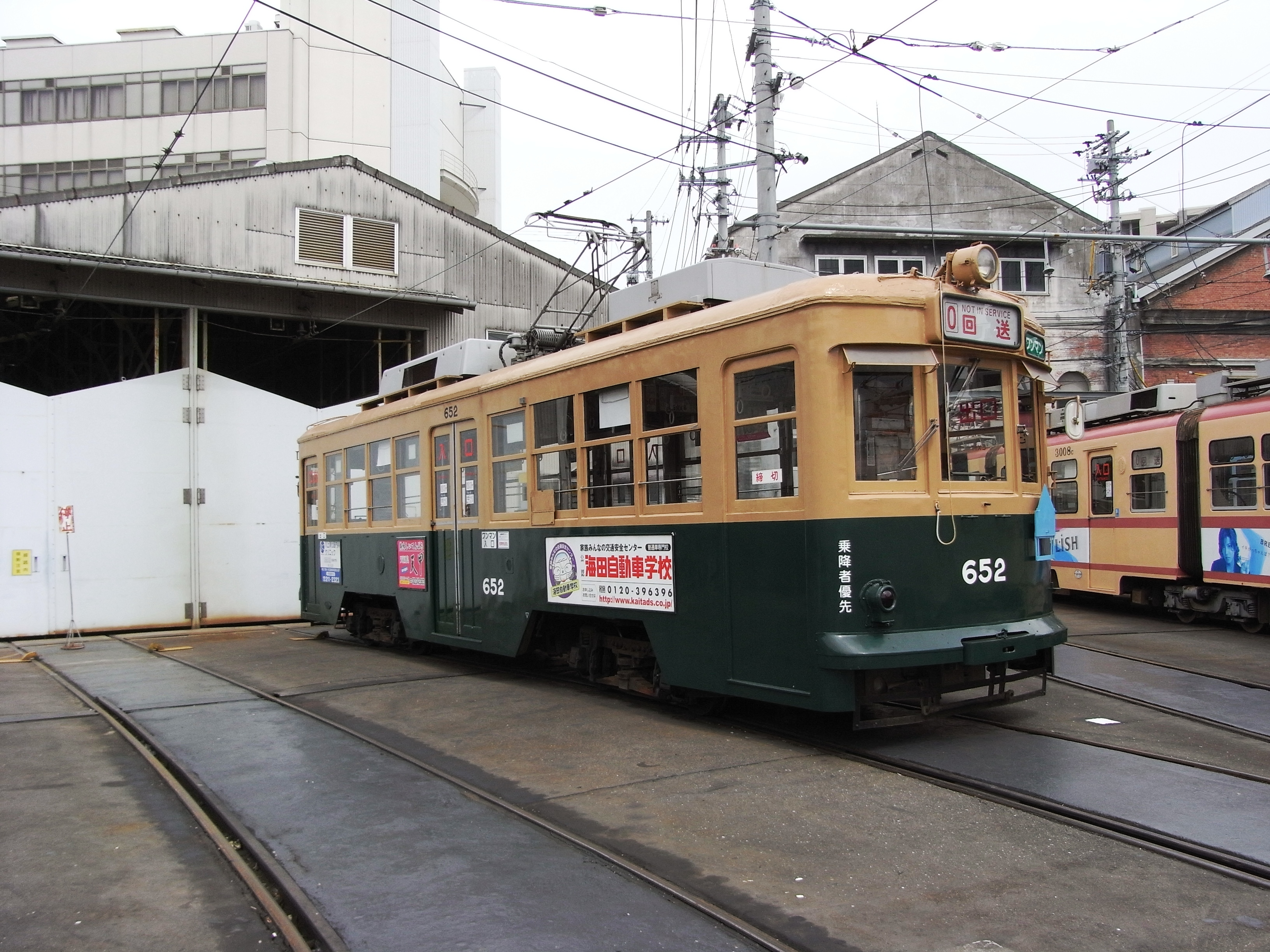
652号車。被爆当時の651号と比べて、基本的な仕様に大きな変化はない。
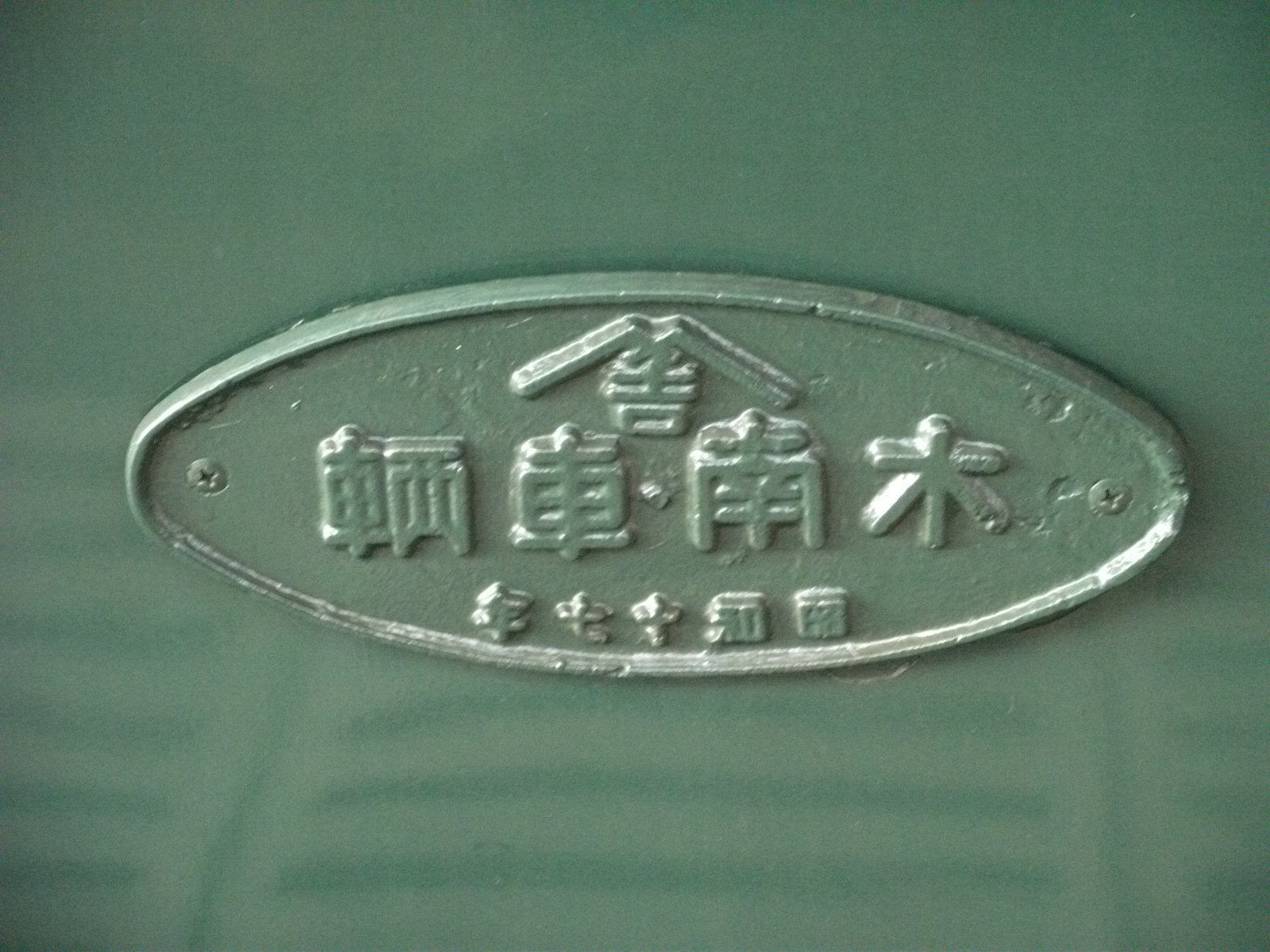
652号車の製造銘板。
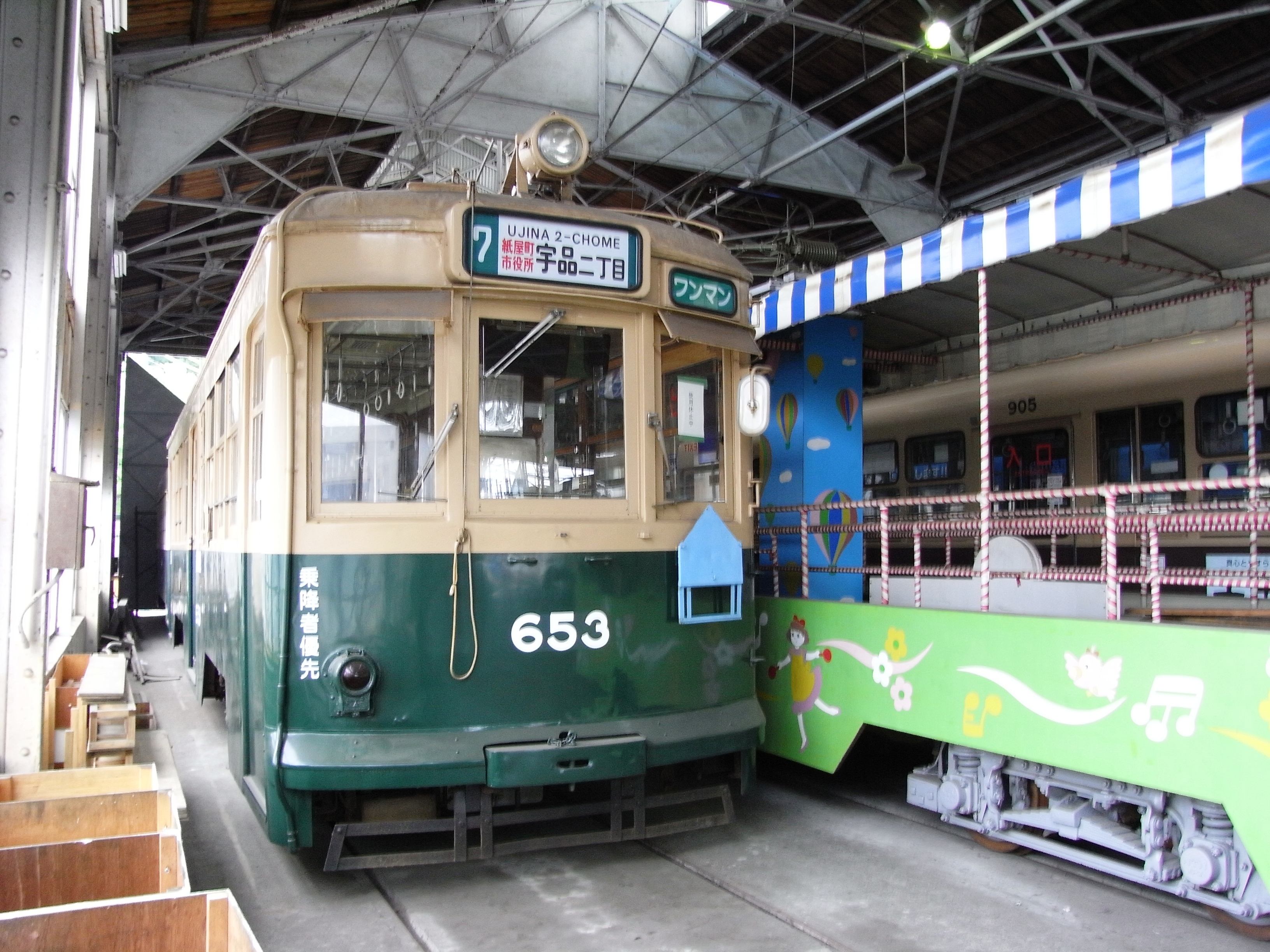
保管中の653号 2008年6月1日撮影 江波車庫
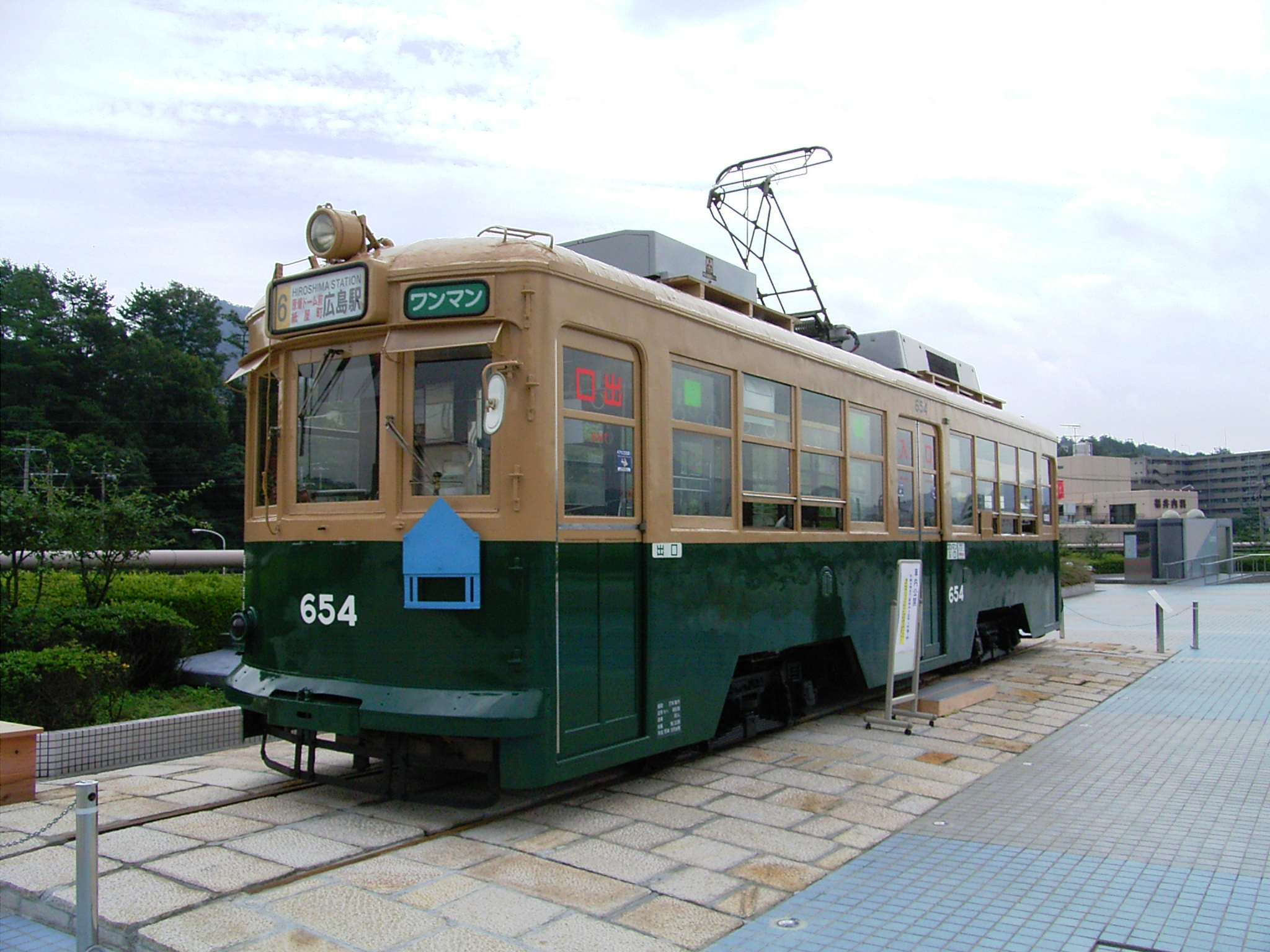
保存された当初の654号 2006年7月21日撮影 広島市交通科学館
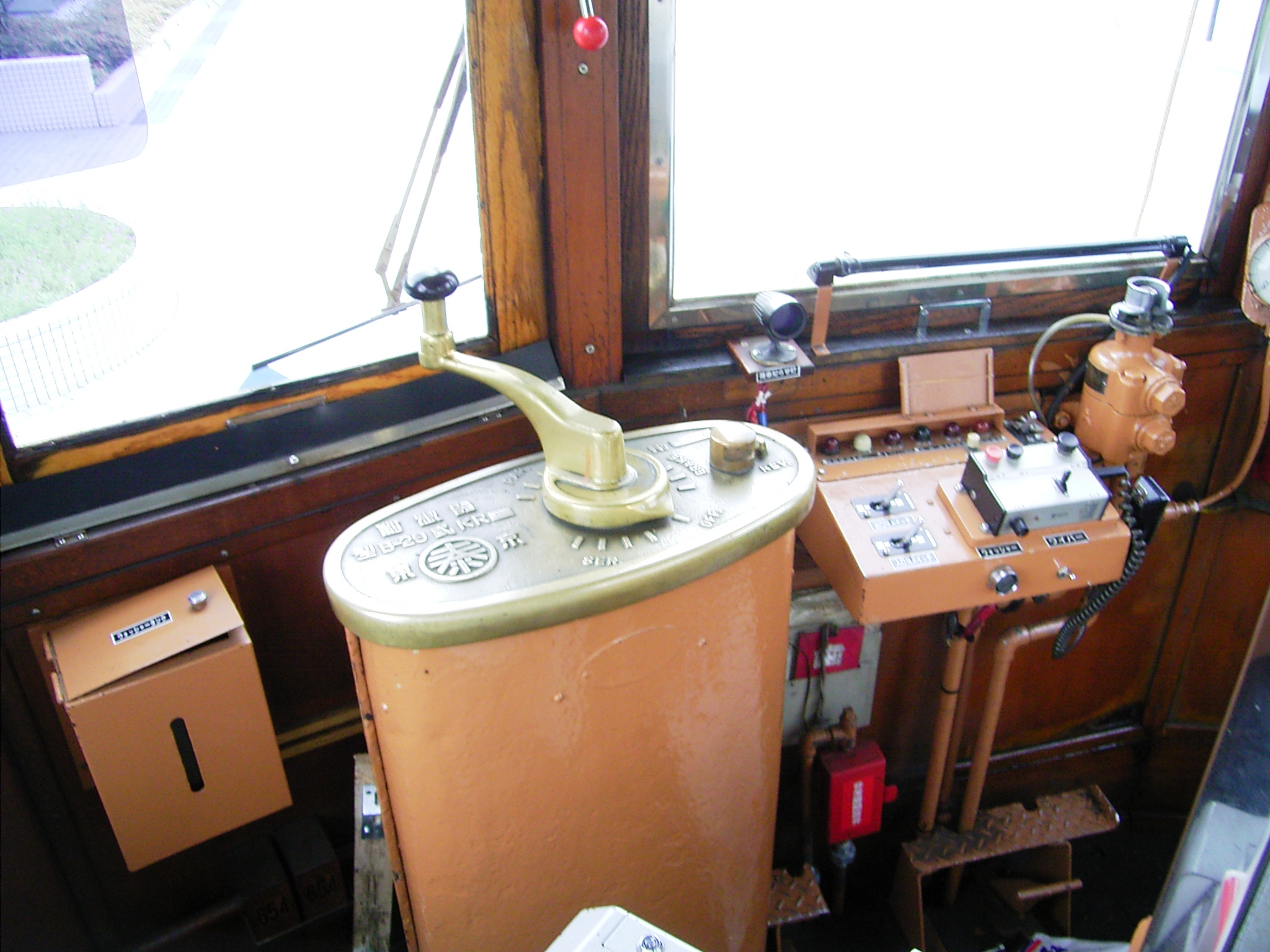
保存された654号。マスコン 2006年7月21日撮影 広島市交通科学館
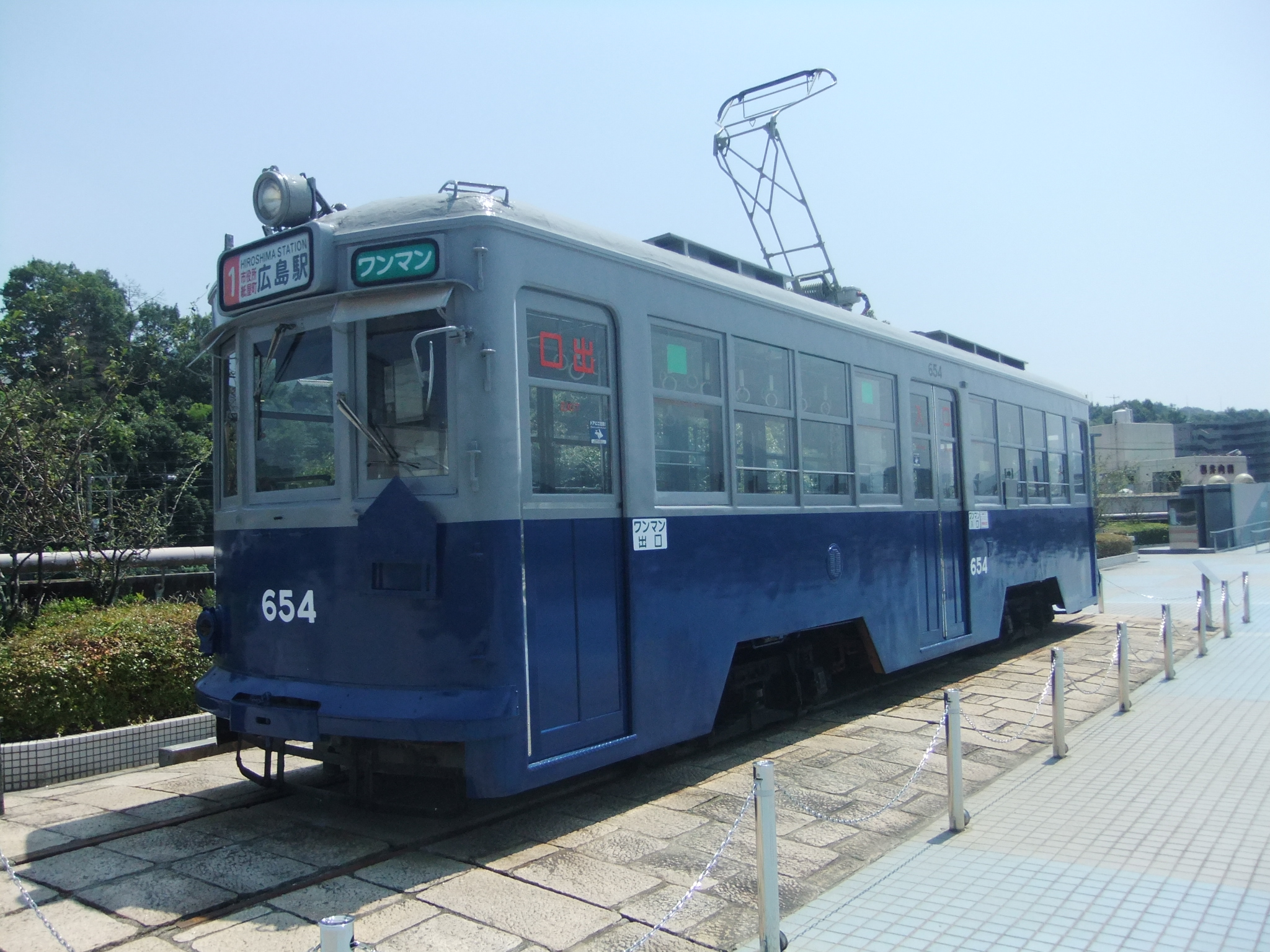
昭和20年当時の塗装に復元した654号。 冷房装置は撤去
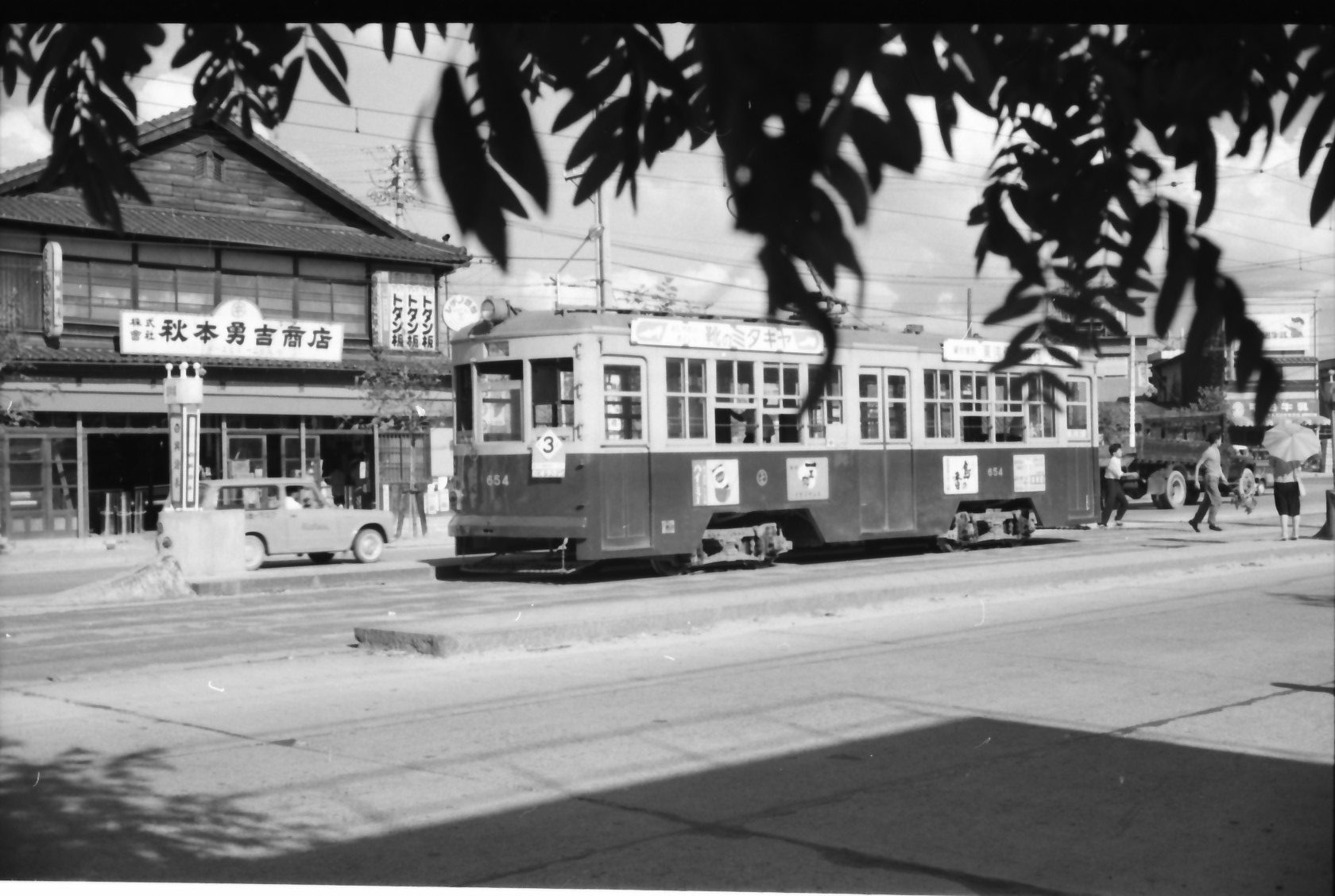
広島電鉄　654号　昭和30年代後半　御幸橋電停
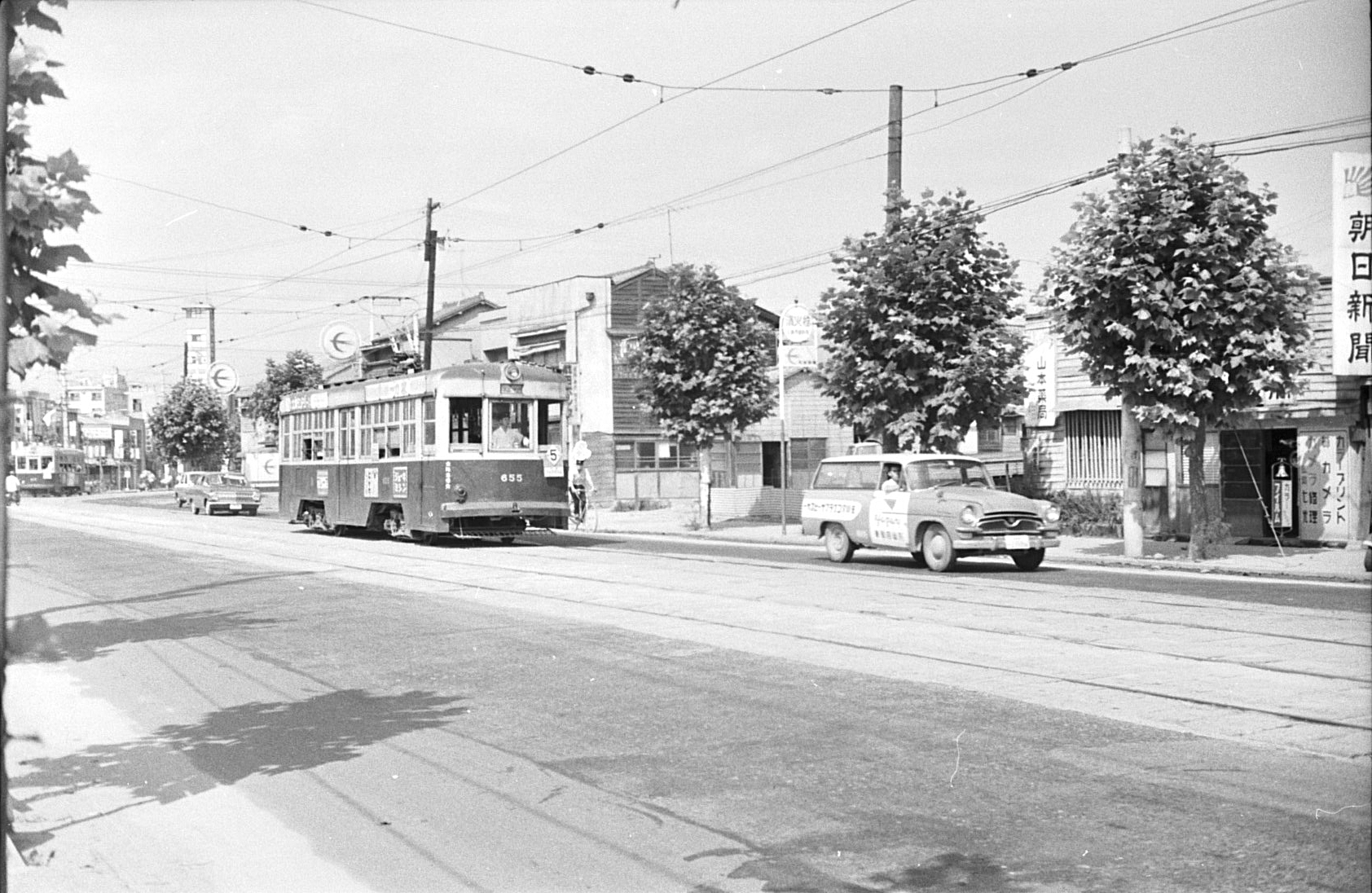
昭和40年7月、比治山線を運行中の655号。同車のみ前照灯が埋め込み型になるなど他の車両とは異なる外観だった。